# Szyndzielnia (Góry Bardzkie)

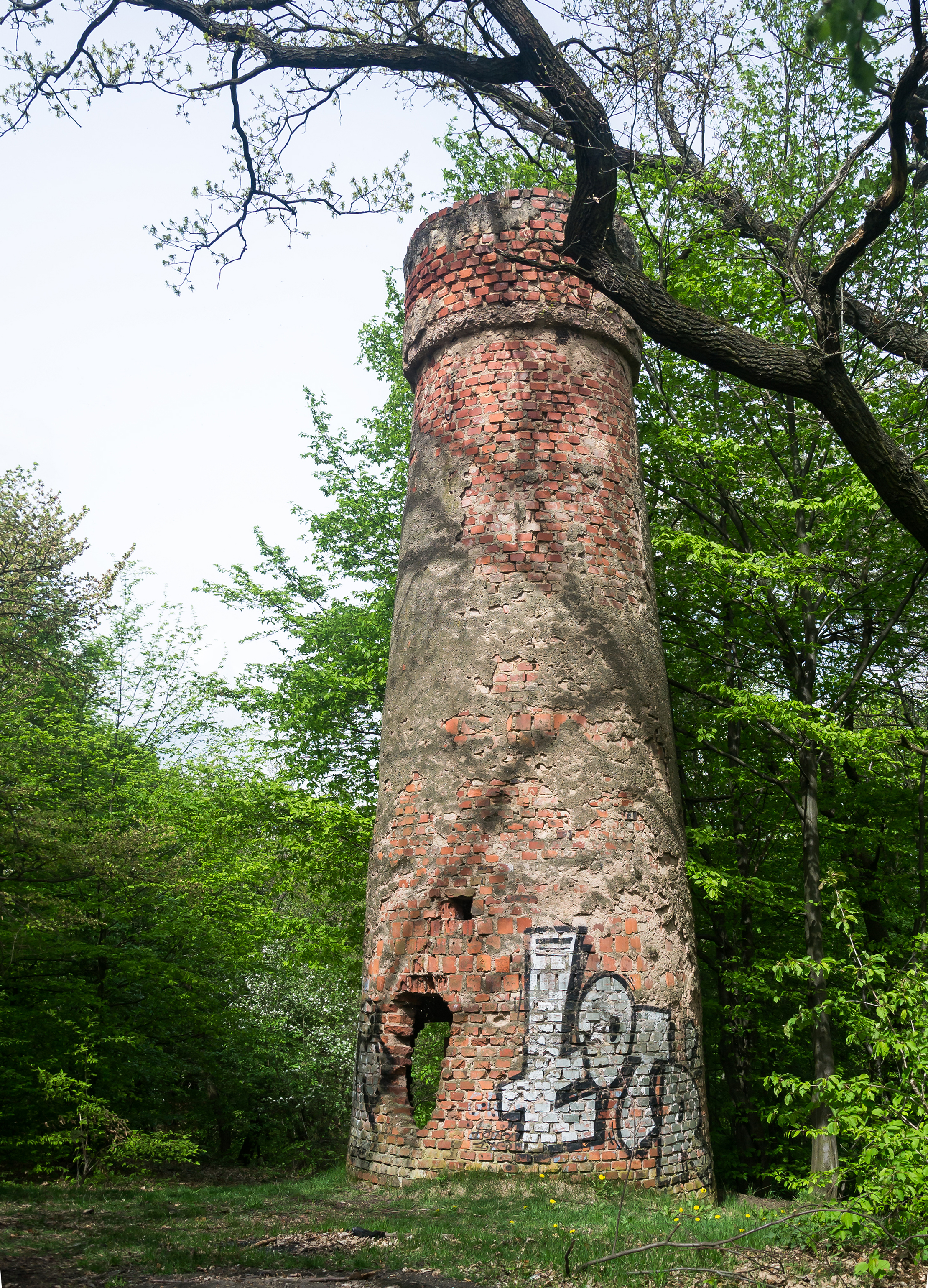
Wieża widokowa na Szyndzielni

Szyndzielnia (431 m n.p.m.) – niewielkie wzniesienie w południowo-zachodniej Polsce, w paśmie Gór Bardzkich, w Sudetach Środkowych.

## Położenie
Wzniesienie położone jest w Sudetach Środkowych, w południowo-zachodniej części Grzbietu Wschodniego Gór Bardzkich, na końcu grzbietu odchodzącego od Kłodzkiej Góry w kierunku zachodnim. Wznosi się około 2,8 km na wschód od centrum Kłodzka.

## Charakterystyka
Wzniesienie o wyraźnie zaznaczonym wierzchołku wyrasta na wschód od Kłodzka w postaci małego kopca o niezbyt stromo opadającym zachodnim, południowym i północnym zboczu. Wznosi się, jako ostatnia najniższa kulminacja, w najdłuższym ramieniu odchodzącym na zachód od Kłodzkiej Góry. Od wzniesienia Mariańska Górka po południowo-zachodniej stronie oddzielona jest doliną potoku Jodłownik. Położenie góry na końcu grzbietu oraz wyraźnie wyniesiony wierzchołek czynią górę rozpoznawalną w terenie.
Zbudowane jest z dolnokarbońskich szarogłazów, zlepieńców i łupków ilastych, należących do struktury bardzkiej. Partie szczytowe oraz zbocza wzniesienia pokrywają gliny zwałowe i osady deluwialne.
Zbocza powyżej 370 m n.p.m. oraz szczyt porasta niewielki las mieszany, niższe partie zboczy zajmują łąki, pola uprawne i gdzieniegdzie zagajniki.

## Turystyka
Północno-wschodnim zboczem kilkanaście metrów obok szczytu wzniesienia prowadzi szlak turystyczny:
- żółty – prowadzący ze stacji PKP Kłodzko Miasto w Kłodzku na Kłodzką Górę.

## Wieża widokowa
Na wzniesieniu, przez które żółty szlak z Kłodzka prowadzi przez dawne schronisko (teraz pensjonat i restaurację) Kukułka na Kłodzką Górę, znajduje się, pochodząca z XIX wieku, niedostępna, murowana (ceglana) wieża widokowa o wysokości około 20 m.